# نیروی شناسایی سپاه تفنگداران دریایی
نیروی شناسایی سپاه تفنگداران دریایی ایالات متحده آمریکا (به انگلیسی: United States Marine Corps Force Reconnaissance) یکی از زیر مجموعه‌های یگان ویژه سپاه تفنگداران دریایی است که وظیفه آن، جمع آوری اطلاعات مهم نظامی مورد نیاز برای فرماندهی کار گروه زمینی-هوایی سپاه تفنگداران به وسیله پشتیبانی فرماندهان این کار گروه‌ها و واحدهای عملیاتی زیر مجموعه آنهاست. 

## وظایف
نیروی شناسایی سپاه تفنگداران دریایی مسئول پشتیبانی مستقل از عملیات هایی در پشت خطوط دشمن است که عملیات ویژه غیر متعارف را برای پشتیبانی از جنگ متعارف انجام می‌دهد. این یگان نظامی از تاکتیک‌های مختلفی همچون روش‌های هوابرد، هلیبورن، آب برد و زیردریایی به مانند واحدهای مشابهی از جمله یگان ویژه نیروی دریایی، کلاه سبزهای ارتش و یگان هدایت نبرد نیروی هوایی استفاده می‌نماید، با این تفاوت که تمرکز آنها بر پشتیبانی سیار واحدهای سپاه تفنگداران دریایی و اجرای عملیات‌های آبی-خاکی است. 

## ساختار سازمانی
| نشان | نام واحد                   |
| ---- | -------------------------- |
|      | گروهان اصلی نیروی شناسایی  |
|      | گروهان سوم نیروی شناسایی   |
|      | گروهان چهارم نیروی شناسایی |

| نشان | نام واحد                  |
| ---- | ------------------------- |
|      | گروهان یکم نیروی شناسایی  |
|      | گروهان دوم نیروی شناسایی  |
|      | گروهان پنجم نیروی شناسایی |